# Электромотрисы СВ
СВ (Самоходный Вагон) — серия электропоездов-электромотрис различных модификаций, построенных на базе вагонов ЭР9П, ЭР2, ЭР9М, ЭД9М, ЭД9МК и ЭД2Т с конца 90-х до 2015 года. Всего построено 16 единиц двенадцати модификаций.
Используются на Западно-Сибирской и Красноярской железных дорогах.

## Модификации
| Название        | Всего построено | На базе                                         | Года постройки      | Текущее состояние                        |
| --------------- | --------------- | ----------------------------------------------- | ------------------- | ---------------------------------------- |
| СВ-1            | 2               | ЭР9П-28904; моторный вагон ЭР9П                 | 02.2001; 2007       | Списана (07.2019); Не работает           |
| СВ-2            | 2               | ЭР9П-30200 и головной вагон ЭР9П-432; ЭР9М-5007 | 06.2004; 2007       | Списана (07.2019); Эксплуатируются (1/2) |
| СВ-3            | 1               | ЭР9П-8801, 8802, 8806 и 8809                    | 01.2001             | Списана (08.2010-11.2010)                |
| СВ-01           | 1               | ЭР2-43204                                       | -                   | Эксплуатируется                          |
| СВ-03           | 1               | ЭР2-60001 и 60006                               | -                   | Списана (05.2011)                        |
| СВ-04           | 1               | ЭР2-59406 и 59409                               | -                   | Эксплуатируется                          |
| СВ-05           | 2               | ЭР2-69402 и 69405; СВ-3Н                        | - ;01.2019          | Эксплуатируются (2/2)                    |
| СВ-1А           | 1               | ЭР9П-28608                                      | 2008                | Не работает                              |
| СВ-1М           | 3               | ЭР9П-64002; ЭД9МК-009908; ЭД9Т                  | 06.2003; 2008; 2015 | Списана (2016); Эксплуатируются (2/3)    |
| СВ-3Н "Кузбасс" | 1               | ЭД2Т-005304                                     | 09.2003             | Переименована в СВ-05                    |
| СВ-001/СВ1М-001 | 1               | ЭД9М-003207 и 003208                            | 2010                | Эксплуатируется                          |
| СВМ-02          | 1               | ЭР2-59408                                       | Конец 1990-х        | Списана (01.2017)                        |

## Общие сведения
В начале 2000-х стали появляться первые электромотрисы серии СВ, которые создавались путём модернизации имеющихся в депо вагонов. Использовались для перевозки работников железной дороги.
Одной из первых электромотрис постоянного тока была СВМ-02, построенная в конце 1990-х годов на базе вагона электропоезда ЭР2. В январе 2017 года была списана. Следующими же моделями были СВ-01,03,04,05 и СВ-3Н, выпускавшиеся с 2003 года в составности одного или двух вагонов.
СВ-3Н, построенная в сентябре 2003 года в депо ТЧ-34 "Алтайская" Западно-Сибирской Ж.Д. на базе вагона ЭД2Т была приписана к депо ТЧ-32 "Новосибирск" и являлась мотрисой начальника дороги. Осенью 2008 года была передана в депо ТЧ-33 "Новокузнецк". После, в январе 2019 года, её переименовали на СВ-05 взамен списанной в мае 2011 года СВ-03 и присвоили именное название "Кузбасс".
Электромотрисы переменного тока появились примерно в это же время, только создавались на базе вагонов более разнообразных моделей. В их числе:
- СВ-1 в количестве 2-х единиц:

1. Приписки депо ТЧ-34 "Алтайская" Западно-Сибирской железной дороги, построенная в феврале 2001 года при КР-1 на базе вагона ЭР9П. Использовалась в депо ТЧЭ-7 "Барнаул". Была списана в июле 2019 года.
2. Приписки депо ТЧ-8 "Красноярск" Красноярской железной дороги, построенная в 2007 году на КРЭВРЗ на базе моторного вагона ЭР9П; Ранее носила именное название "Российские железные дороги".[3]

- СВ-2 в количестве 2-х единиц:

1. Приписки депо ТЧ-34 "Алтайская" Западно-Сибирской железной дороги, построенная в июне 2004 года при КР-1 на базе головного и моторного вагона ЭР9П. Использовалась ПЧ-19 "Заринская". Была списана в июле 2019 года.
2. Приписки депо ТЧ-8 "Красноярск" Красноярской железной дороги, построенная в 2007 году на КРЭВРЗ на базе дополнительного моторного вагона ЭР9М.[4]

- СВ-3

1. Переоборудована при КР-1 в январе 2001 г. из вагонов ЭР9П. Использовалась ПЧ-26 "Сузун" на участке Барнаул — Среднесибирская — Сузун — Камень-на-Оби. Вагон 01 списан в августе 2010 г. Вагоны 02, 06, 09 списаны в ноябре 2010 г.[5]

- СВ-1А ("А"- означает наличие асинхронного двигателя)

- СВ-1М в количестве 3-х единиц:

1. Приписки депо ТЧ-34 "Алтайская" Западно-Сибирской железной дороги, построенная в июне 2003 года на базе моторного вагона ЭР9П. Первоначально носила именное название "Беркут". Использовалась начальником Алтайского отделения Западно-Сибирской железной доргоги. В феврале 2014 года на перегоне Безменово-Красный Боец допустила столкновение с автомобилем, в результате чего у мотрисы "пропали" тормоза. После этого на скорости 80 км/ч была выброшена в откос сбрасывающей стрелкой на станции Красный Боец. Была списана и утилизирована в 2016 году.
2. Приписки депо ТЧ-8 "Красноярск" Красноярской железной дороги, построенная в 2008 году на базе моторного вагона ЭД9МК.[6]
3. Приписки депо ТЧ-34 "Алтайская" Западно-Сибирской железной дороги, построенная в 2015 году взамен электромотрисы СВ-1М на базе моторного вагона ЭР9П, разбитой в крушении на станции Красный Боец 13 февраля 2014 года. Имеет именное название «Алтай».

- СВ-001/СВ1М-001

1. Двухвагонная электромотриса начальника Красноярской железной дороги приписки ТЧ-8 "Красноярск", построенная в 2010 году на базе вагонов ЭД9М.[7]

На сегодняшний день (04.2020) эксплуатируются: на постоянном токе - 4, всего построено 6; на переменном токе - 5, всего построено 10.